# تيموثي دوايت الرابع
تيموثي دوايت الرابع هو عالم عقيدة وشاعر وسياسي أمريكي، ولد في 14 مايو 1752 في نورثهامبتون في الولايات المتحدة، وتوفي في 11 يناير 1817 في نيو هيفن في الولايات المتحدة بسبب سرطان البروستاتا. انتخب عضو مجلس نواب ماساتشوستس ‏.

## وصلات خارجية
- تيموثي دوايت الرابع على موقع الموسوعة البريطانية (الإنجليزية)
- تيموثي دوايت الرابع على موقع إن إن دي بي (الإنجليزية)